# Francisco Enage
Francisco Abella Enage (* 4. Oktober 1878 in Tacloban City, Leyte; † nach 1935) war ein philippinischer Politiker.

## Biografie
Während der Philippinischen Revolution von 1896 bis 1898 und des Spanisch-Amerikanischen Krieges war er Leutnant in der Philippine Revolutionary Army und wurde 1900 bei Gefechten mit der US Army 1900 verwundet. Im Anschluss studierte er Rechtswissenschaft und war danach als Rechtsanwalt tätig.
Kurze Zeit später begann er seine politische Laufbahn während der Frühphase der US-amerikanischen Kolonialverwaltung mit der Wahl zum Mitglied des Gemeinderates von Tacloban. 1908 war er zunächst Sheriff von Leyte. Später war er Gouverneur der Provinz Leyte, ehe er zwischen 1912 und 1916 Mitglied der Philippinischen Versammlung (Philippine Assembly) war und dort die Interessen des 4. Wahlbezirks von Leyte vertrat. Danach war er Registerführer (Register of Deeds) in Iloilo.
1919 wurde er Mitglied des Senats und vertrat dort bis 1925 den damaligen 9. Senatswahlbezirk, der die Provinzen Leyte und Samar umfasste. Während dieser Zeit war er gleichzeitig als Majority Floor Leader Führer der Mehrheitsfraktion im Senat.
Nach seinem Ausscheiden aus dem Senat war er zunächst Staatsanwalt (Fiscal) der Provinz Iloilo tätig und später Exekutivsekretär sowie Richter am Gericht der Ersten Instanz (Court of First Instance) in Tayabas.
Nach der Schaffung des Commonwealth der Philippinen kandidierte er am 17. September 1935 bei den Wahlen zur Philippinischen Nationalversammlung und wurde als Vertreter für den 4. Wahlbezirk von Leyte gewählt. Allerdings legte er kurz darauf sein Mandat nieder, um eine Stichwahl um das Amt des Sprechers der Nationalversammlung zu vermeiden, für das er ebenfalls kandidierte.
Nach der Niederlegung seines Abgeordnetenmandats wurde er stattdessen Technischer Berater des ersten Präsidenten der Philippinen Manuel Quezon in dessen Amt im Malacañang-Palast.